# Chucky (Child's Play)
Charles Lee Ray (Chucky) is een moordlustige pop die centraal staat in de films Child's Play (1988), Child's Play 2 (1990), Child's Play 3 (1991), Bride of Chucky (1998), Seed of Chucky (2004), Curse of Chucky (2013), Cult of Chucky (2017) en Child's Play (2019), en in de serie Chucky (vanaf 2021). Chucky werd gecreëerd door Don Mancini. Zijn stem wordt in de eerste zeven films verzorgd door Brad Dourif en in de remake uit 2019 door Mark Hamill.

## Levensloop

### Origine
Chucky ontstaat wanneer seriemoordenaar Charles Lee Ray (Dourif) zwaargewond een speelgoedwinkel binnen vlucht. Hij is beschoten door rechercheur Mike Norris en realiseert zich dat hij stervende is. Hij wendt daarom een voodoo-ritueel aan om zijn ziel over te brengen in een Good Guy, een van de pratende speelgoedpoppen in de schappen. Nadat de winkel wordt getroffen door de bliksem, treft Norris binnen het dode lichaam van Charles Lee Ray aan.
Karen Barclay koopt de volgende dag een Good Guy van een dakloze man als cadeau voor haar zesjarige zoontje Andy. Hem wordt al snel duidelijk dat de pop die zichzelf 'Chucky' noemt in werkelijkheid een eigen wil heeft. Terwijl Ray zijn nieuwe gedaante gebruikt om dood en verderf te zaaien, laat hij buiten Andy niemand zien dat hij iets anders is dan de plastic pop die hij lijkt te zijn.
Ray dacht dat hij door het gebruik van het vodou-ritueel onsterfelijk zou worden. Wanneer hij erachter komt dat dit niet zo is, confronteert hij zijn voormalige vodou-leraar John 'Doctor Death' Bishop hiermee. Die vertelt hem dat hij steeds menselijker en kwetsbaarder zal worden tot hij op zeker punt niet meer uit het lichaam van de pop zal kunnen ontsnappen. Zijn enige mogelijkheid om aan dit lot te ontsnappen is zijn ziel overbrengen naar het lichaam van de eerste persoon aan wie hij zijn ware aard heeft laten zien, Andy.

### Van horror naar komedie
Na de drie eerste films verandert het genre van horror naar horror-komedie in Bride of Chucky en Seed of Chucky. Vanaf deel zes (Curse of Chucky) keert de reeks in 2013 terug naar de originele horror-stijl.

### Reboot: horror-sciencefiction
Na de twee horror-komediedelen verscheen in 2013 Curse of Chucky, deze werd opgevolgd door Cult of Chucky in 2017. In 2019 verscheen Child's Play, een gemoderniseerde remake van de originele film uit 1988. Chucky is hierin geen Good Guy die wordt bezeten door een seriemoordenaar. In plaats daarvan is hij een Buddi, een gezelschapspop die zich met gebruik van kunstmatige intelligentie steeds beter aan kan passen aan zijn eigenaar en het ook vermogen heeft om andere apparatuur binnen het huis aan te sturen. Hij wordt zelfbewust doordat een ontslagen fabrieksarbeider uit kwaadheid de veiligheidsprotocollen in zijn systeem ongedaan maakt voor hij wordt verscheept. Karen Barclay geeft hem cadeau aan haar dertienjarige slechthorende zoon Andy. Door zijn gesaboteerde programmering begint Chucky gewelddadige eigenschappen aan te leren.

### Tv-serie:Chucky
Op 12 oktober 2021 kwam er een tv-serie uit van Chucky genaamd Chucky. Het is een vervolg op Cult of Chucky. Jake Wheeler, een veertienjarige middelbare scholier, ontmoet Chucky op een rommelmarkt en koopt de pop met als doel om hem te gebruiken voor zijn kunstproject. Later in het verhaal vermoordt Chucky enkele mensen in de omgeving van Jake.
In enkele flashback-scènes wordt Charles Lee Ray als kind gespeeld door David Kohlsmith en Tyler Barish. Enkele andere flashbacks van de jaren 80 komen rechtstreeks uit de films (gespeeld door Brad Dourif).

## Andere succesvolle filmmonsters
- Freddy Krueger
- Ghostface
- Hannibal Lecter
- Leatherface
- Michael Myers
- Pinhead
- Jason Voorhees